# 青梅市警察
青梅市警察（おうめしけいさつ）は、かつて存在した東京都青梅市の自治体警察。

## 概要
旧警察法の施行で、従来の警視庁が解体され、1948年（昭和23年）3月7日に青梅市警察署が設置された。
その後、1954年（昭和29年）に、旧警察法が全面改正されて新警察法が公布された。これにより国家地方警察と自治体警察が廃止され、新たに都道府県警察として警視庁が発足。青梅市警察も警視庁に統合され、姿を消した。